# سیلویو خوزه کانوتو
سیلویو خوزه کانوتو (به پرتغالی: Sílvio José Canuto) هافبک اهل برزیل است که در شهر سائوپائولو و در تاریخ ۱۷ ژانویهٔ ۱۹۷۷ به دنیا آمده‌است.
سیلویو خوزه کانوتو در تیم‌های فوتبال Londrina، XV Novembro-Piracicaba، Guarani، Atlético Paranaense، Matonense، باشگاه ورزشی اینترناسیونال، Vegalta Sendai، باشگاه فوتبال آلبیرکس نیگاتا، Vitória، Adap Galo Maringá، São José، Yokohama، Chapecoense، Comercial-SP، Londrina سابقهٔ حضور دارد.